# Akdarja
Akdarja (v turkických a íránských jazycích znamená bílá řeka) je řeka v Uzbekistánu. Je pravým ramenem řeky Zeravšan. Je dlouhá 154 km.

## Průběh toku
Od Zeravšanu se odděluje severně od města Samarkand. Koryto je místy nestálé. Průtok je regulovaný rozdělovačem vody v místě bifurkace, kde se rameno odděluje od Zeravšanu. Jižně od řeky se nachází hustě obydlený ostrov Miankale, jehož severní hranici řeka tvoří. S hlavním ramenem Zeravšanu, zde nazývaným Karadarja se opět spojuje u osady Chatyrči.